# Гійом Шен
Гійом Шен (26 жовтня 1986 , Коломб ) — французький дзюдоїст, олімпійський чемпіон 2020 року, призер чемпіонатів світу та Європи.

## Спортивні результати на міжнародних змаганнях

### Виступи на Олімпіадах
| Змагання                    | Місце проведення | Вагова категорія | Місце       |
| --------------------------- | ---------------- | ---------------- | ----------- |
| Літні Олімпійські ігри 2020 | Токіо, Японія    | до 73 кг         | 1/16 фіналу |
| Літні Олімпійські ігри 2020 | Токіо, Японія    | змішана команда  | Золото      |

### Виступи на Чемпіонатах світу
| Змагання                     | Місце проведення  | Вагова категорія | Місце      |
| ---------------------------- | ----------------- | ---------------- | ---------- |
| Чемпіонат світу з дзюдо 2018 | Баку, Азербайджан | до 73 кг         | 1/8 фіналу |
| Чемпіонат світу з дзюдо 2018 | Баку, Азербайджан | змішана команда  | Срібло     |
| Чемпіонат світу з дзюдо 2019 | Токіо, Японія     | до 73 кг         | 1/8 фіналу |
| Чемпіонат світу з дзюдо 2019 | Токіо, Японія     | змішана команда  | Срібло     |

### Виступи на Чемпіонатах Європи
| Змагання                      | Місце проведення    | Вагова категорія | Місце       |
| ----------------------------- | ------------------- | ---------------- | ----------- |
| Чемпіонат Європи з дзюдо 2017 | Варшава, Польща     | до 73 кг         | 1/16 фіналу |
| Європейські ігри 2019         | Мінськ, Білорусь    | до 73 кг         | 1/16 фіналу |
| Чемпіонат Європи з дзюдо 2020 | Прага, Чехія        | до 73 кг         | 1/8 фіналу  |
| Чемпіонат Європи з дзюдо 2021 | Лісабон, Португалія | до 73 кг         | 1/16 фіналу |